# دوماس (تكساس)
دوماس، تكساس

دوماس (بالإنجليزية: Dumas)‏ هي مدينة أمريكية تقع في ولاية تكساس.تبلغ مساحة هذه المدينة 14.29 (كم²)،ويبلغ عدد سكانها 14691 نسمة حسب إحصاء سنة 2010 م.

## التركيبة السكانية
حدّد مكتب تعداد الولايات المتحدة بيانات التركيبة السكانية لدوماس في تعداد الولايات المتحدة. في ما يلي، التركيبة السكانية حسب تعدادي 2000 و2010.

### تعداد عام 2000
بلغ عدد سكان دوماس 13,747 نسمة بحسب تعداد عام 2000، وبلغ عدد الأسر 4,755 أسرة وعدد العائلات 3,674 عائلة مقيمة في المدينة. في حين سجلت الكثافة السكانية 957.3 نسمة لكل كيلومتر مربع (2,479.4/ميل2). وبلغ عدد الوحدات السكنية 5,119 وحدة بمتوسط كثافة قدره 356.5 لكل كيلومتر مربع (923.3/ميل2).
وتوزع التركيب العرقي للمدينة بنسبة 68.09% من البيض و0.72% من الأمريكيين الأفارقة و0.59% من الأمريكيين الأصليين و1.16% من الأمريكيين ذوي الأصول الآسيوية و0.02% من سكان جزر المحيط الهادئ و26.73% من الأعراق الأخرى و2.68% من عرقين مختلطين أو أكثر و42.74% من الهسبانيون أو اللاتينيون من أي عرق.
بلغ عدد الأسر 4,755 أسرة كانت نسبة 46.1% منها لديها أطفال تحت سن الثامنة عشر تعيش معهم، وبلغت نسبة الأزواج القاطنين مع بعضهم البعض 63.6% من أصل المجموع الكلي للأسر، ونسبة 9.2% من الأسر كان لديها معيلات من الإناث دون وجود شريك، بينما كانت نسبة 4.5% من الأسر لديها معيلون من الذكور دون وجود شريكة وكانت نسبة 22.7% من غير العائلات. تألفت نسبة 19.7% من أصل جميع الأسر من عدة أفراد يعيشون في نفس المنزل ونسبة 9.4% كانت تتألف من شخص يعيش بمفرده يبلغ من العمر 65 عاماً أو أكثر. وبلغ متوسط حجم الأسرة المعيشية 2.85، أما متوسط حجم العائلات فبلغ 3.29.
بلغ العمر الوسطي للسكان 31.4 عاماً. وكانت نسبة 32.3% من القاطنين تحت سن الثامنة عشر، وكانت نسبة 8.8% بين الثامنة عشر والرابعة والعشرين عاماً، ونسبة 27.8% كانت واقعةً في الفئة العمرية ما بين الخامسة والعشرين والرابعة والأربعين عاماً، ونسبة 18.6% كانت ما بين الخامسة والأربعين والرابعة والستين، ونسبة 11% كانت ضمن فئة الخامسة والستين عاماً فما فوق. يوجد لكل 100 أنثى 97.3 ذكر، ويوجد لكل 100 أنثى في الثامنة عشر من عمرها فما فوق 95.1 ذكر.
بلغ متوسط دخل الأسرة في المدينة 36,147 دولارًا، أما متوسط دخل العائلة فبلغ 39,652 دولارًا. وكان متوسط دخل الذكور 30,833 دولارًا مقابل 19,967 دولارًا للإناث. وسجل دخل الفرد الخاص بالمدينة 16,180 دولارًا. وكانت نسبة 8.7% من العائلات ونسبة 12.8% من السكان تحت خط الفقر، وكان من هؤلاء نسبة 17.8% تحت سن الثامنة عشر ونسبة 9.7% في الخامسة والستين من العمر وما فوق.

### تعداد عام 2010
بلغ عدد سكان دوماس 14,691 نسمة بحسب تعداد عام 2010، وبلغ عدد الأسر 4,979 أسرة وعدد العائلات 3,725 عائلة مقيمة في المدينة. في حين سجلت الكثافة السكانية 1,023.1 نسمة لكل كيلومتر مربع (2,649.8/ميل2). وبلغ عدد الوحدات السكنية 5,340 وحدة بمتوسط كثافة قدره 371.9 لكل كيلومتر مربع (963.2/ميل2).
وتوزع التركيب العرقي للمدينة بنسبة 74.94% من البيض و1.98% من الأمريكيين الأفارقة و0.94% من الأمريكيين الأصليين و4.66% من الأمريكيين ذوي الأصول الآسيوية و0.04% من سكان جزر المحيط الهادئ و15.59% من الأعراق الأخرى و1.84% من عرقين مختلطين أو أكثر و50.52% من الهسبانيون أو اللاتينيون من أي عرق.
بلغ عدد الأسر 4,979 أسرة كانت نسبة 43.8% منها لديها أطفال تحت سن الثامنة عشر تعيش معهم، وبلغت نسبة الأزواج القاطنين مع بعضهم البعض 56.7% من أصل المجموع الكلي للأسر، ونسبة 12.1% من الأسر كان لديها معيلات من الإناث دون وجود شريك، بينما كانت نسبة 6% من الأسر لديها معيلون من الذكور دون وجود شريكة وكانت نسبة 25.2% من غير العائلات. تألفت نسبة 20.9% من أصل جميع الأسر من عدة أفراد يعيشون في نفس المنزل ونسبة 8% كانت تتألف من شخص يعيش بمفرده يبلغ من العمر 65 عاماً أو أكثر. وبلغ متوسط حجم الأسرة المعيشية 2.92، أما متوسط حجم العائلات فبلغ 3.40.
بلغ العمر الوسطي للسكان 31.0 عاماً. وكانت نسبة 31.4% من القاطنين تحت سن الثامنة عشر، وكانت نسبة 9.6% بين الثامنة عشر والرابعة والعشرين عاماً، ونسبة 26.6% كانت واقعةً في الفئة العمرية ما بين الخامسة والعشرين والرابعة والأربعين عاماً، ونسبة 21.8% كانت ما بين الخامسة والأربعين والرابعة والستين، ونسبة 10.6% كانت ضمن فئة الخامسة والستين عاماً فما فوق. وتوزع التركيب الجنسي للسكان بنسبة 50.7% ذكور و49.3% إناث.

## أعلام
- دياني كيرن